# Oranje composietenboorvlieg
De oranje composietenboorvlieg (Trypeta immaculata) is een vliegensoort uit de familie van de boorvliegen (Tephritidae). De wetenschappelijke naam van de soort is voor het eerst geldig gepubliceerd in 1835 door Macquart.